# Arie Loef
Arie Cornelis Loef (Gorinchem, 11 februari 1969) was een kortebaanschaatser uit Eindhoven. Loef deed mee aan de Olympische Winterspelen schaatsen van 1992 en 1994. Daar deed hij mee op de 500 m and 1000 m met als beste resultaat een 14e plaats op de 1000 m in 1992. Hij won vier nationale titels: op de 500 m (1990), 1000 m (1990) en sprint allround (1989 and 1991).
In 1992 werd hij in Nederlands kampioen op de kortebaan, voor Arjan Overdevest en Andries Kramer. In 1994 stopte hij als 25-jarige sprinter met het oog op zijn studie aan de HTS in Tilburg.
Hij huwde op 26 september 1997 Anke Baier, een Olympisch schaatsster uit Duitsland.
Persoonlijke records
- 500 m – 37.18 (1994)
- 1000 m – 1:14.03 (1989)
- 1500 m – 1:57.15 (1993)
- 5000 m – 7:56.17 (1987)

## Resultaten
| Jaar | Plaats | Kampioenschap                                    |
| ---- | ------ | ------------------------------------------------ |
| 1989 | Goud   | NK Sprint                                        |
| 1990 | Goud   | NK Sprint                                        |
| 1990 | 11     | WK Sprint                                        |
| 1990 | Goud   | NK Afstanden 500m                                |
| 1992 | Goud   | NK Afstanden 1000m                               |
| 1992 | Goud   | NK Supersprint                                   |
| 1992 | 29     | Olympische Winterspelen 1992 500m (Albertville)  |
| 1992 | 14     | Olympische Winterspelen 1992 1000m (Albertville) |
| 1994 | 24     | Olympische Winterspelen 1994 500m (Lillehammer)  |
| 1994 | 22     | Olympische Winterspelen 1994 1000m (Lillehammer) |